# Gonichthys barnesi
Gonichthys barnesi és una espècie de peix de la família dels mictòfids i de l'ordre dels mictofiformes.

## Morfologia
- Els mascles poden assolir 5 cm de longitud total.[4]

## Depredadors
A les Filipines és depredat per Stenella longirostris.

## Hàbitat
És un peix marí i d'aigües profundes que viu entre 0- 1.000 m de fondària.

## Distribució geogràfica
Es troba a tots els oceans.